# Béla von Kehrling
Tóbiás Pál Béla von Kehrling (Szepesszombat, 25 gennaio 1891 – Budapest, 26 aprile 1937) è stato un tennista, tennistavolista, calciatore hockeista su ghiaccio ungherese.
Ha ottenuto risultati importanti in diversi sport, oltre alla carriera decennale nel tennis ha giocato i campionati mondiali di tennistavolo, ha rappresentato la nazionale di calcio dell'Ungheria e ha giocato a livello internazionale ad hockey su ghiaccio con il Budapesti Korcsolyázó Egylet.

## Carriera

### Tennis
Ha partecipato alle Olimpiadi di Stoccolma 1912 raggiungendo gli ottavi di finale in singolare, dodici anni dopo alle Olimpiadi di Parigi 1924 è avanzato fino al 4º turno dove si è arreso solo al quinto set contro Dick Williams.
Nei tornei dello Slam in singolare ha disputato due volte i quarti di finale al Roland Garros e una volta sull'erba di Wimbledon mentre nel doppio ha giocato le semifinali dei Championships nel biennio 1925-26.
Ha giocato due finali consecutive al torneo di Amburgo vincendo il titolo nella prima occasione, nello stesso torneo ha trionfato tre volte nel doppio maschile in coppia con Friedrich Rahe. A Monte Carlo ha raggiunto la finale nel triennio 1926-28 vincendo le prime due e venendo sconfitto al quinto set nell'ultima da Henri Cochet.
A partire dal 1924 ha fatto parte della squadra ungherese di Coppa Davis per oltre un decennio, ha vinto un totale di venticinque incontri perdendone ventuno.

### Tennistavolo
Ha partecipato ai campionati mondiali di tennistavolo di Londra 1926 raggiungendo la finale del doppio insieme a Zoltán Mechlovits e vincendo l'oro nell'evento a squadre.

### Calcio
Ha disputato quattro incontri con la nazionale ungherese tra il 1914 e il 1916.